# Урманська бучина
У́рманська бучи́на — ботанічна пам'ятка природи місцевого значення. Розташована біля села Краснопуща Тернопільського району Тернопільської області, у межах лісового урочища «Урмань». 
Площа — 14,8 га. Оголошена об'єктом природно-заповідного фонду рішенням Тернопільської обласної ради № 90 від 25 квітня 1996 року. Перебуває у віданні ДП «Бережанське лісомисливське господарство» (Урманське лісництво, кв. 19, вид. 1, 3). 
Під охороною — букові насадження 1-го бонітету віком 60 років. Має господарську, наукову та естетичну цінність.